# 楊靜 (隋朝)
楊靜（？—？），字賢籀，隋朝宗室，隋文帝二弟楊瓚之子。隋文帝受禪稱帝後命楊靜過繼給叔父道宣王楊嵩並襲封為道王。楊靜襲封為道王後過世，諡號曰悼。因其無子，道王封爵也隨之廢除。

## 文獻
- 《隋書》卷44：道悼王靜，字賢籀，滕穆王瓚之子也。出繼叔父嵩。嵩在周代，以太祖軍功，賜爵興城公，早卒。高祖踐位，追封道王，諡曰宣。以靜襲焉。卒，無子，國除。
- 《北史》卷71：道宣王嵩，在周以武元軍功，賜爵興城公。早卒。文帝受禪，追封諡焉。以滕穆王瓚子靜襲。卒，諡曰悼。無子，以蔡王智積子世澄襲。

## 延伸阅读
[在维基数据编辑]
 《隋書/卷44》，出自魏徵《隋书》
 《北史·卷071》，出自李延壽《北史》